# Tranby
Tranby ist eine Ortschaft in der norwegischen Kommune Lier in der Provinz (Fylke) Buskerud. Der Ort hat 5320 Einwohner (Stand: 1. Januar 2024).

## Geografie
Tranby ist ein sogenannter Tettsted, also eine Ansiedlung, die für statistische Zwecke als eine städtische Siedlung gewertet wird. Der Ort befindet sich südwestlich der Stadt Oslo und nordöstlich der Stadt Drammen. Tranby liegt im Osten des Tals Lierdalen, durch das etwas westlich von Tranby die Lierelva fließt.

## Geschichte
In Tranby befindet sich die Tranby kirke mit 225 Sitzplätzen. Die Kirche wurde im Jahr 1855 nach Plänen von Wilhelm von Hanno und Heinrich Ernst Schirmer erbaut.
Zu Tranby gehören größere Wohngebiete, die in den 1970er- und 1980er-Jahren erschlossen worden sind.

## Wirtschaft und Infrastruktur
Die Europastraße 18 (E18) führt im Südosten an Tranby vorbei. Sie stellt sowohl die Verbindung nach Oslo als auch nach Drammen her. Der Fylkesvei 282 verläuft von der E18 aus Richtung Westen in den Ort.
Für die lokale Wirtschaft ist die mechanische Industrie von größerer Bedeutung. Unter anderem befindet sich in Tranby ein Standort von Aker Solutions.

## Name
Tranby wurde im Jahr 1347 als Trandabiar und um 1400 als i Trandaby erwähnt. Der Name leitet sich vom altnordischen Namen Trandabýr ab, welcher sich aus den beiden Bestandteilen „*Trǫnd“ oder „*Trǫnn“ und „bý“ (deutsch Hof) zusammensetzt. Die Bedeutung der ersten Silbe ist nicht genau gesichert. Möglicherweise geht der Name auf einen Bach zurück.

## Persönlichkeiten
- Jørgen Nordhagen (* 2005), Radrennfahrer und Skilangläufer